# Palaeopsis unifascia
Palaeopsis unifascia là một loài bướm đêm thuộc phân họ Arctiinae, họ Erebidae.